# الشيخ عبدالرحمن النويري
الشيخ عبدالرحمن النويري ( 1401-1500)، عبدالرحمن بن محمد المشهور بالنويري،عالم مؤسس قرية الفقراء  
وسميت بالفقراء نسبة إلى حلقات الدروس الدينية ،وبالحلقات التدريسية  
نسبه : 
فهو الشيخ عبد الرحمن بن محمد مشيخ  بن  السيد نافع بن السيد محمد بن السيد سلامة بن السيد بدر بن السيد حسن بن السيد أحمد بن السيد عامر بن السيد حسين بن السيد إسماعيل بن السيد إبراهيم بن السيد الأمام موسي الكاظم بن السيد الإمام جعفر الصادق بن السيد الإمام محمد الباقر بن السيد الإمام علي زين العابدين بن السبط الإمام أبي عبد الله الحسين شهيد كربلاء بن السيدة فاطمة الزهراء بنت سيدنا محمد صلي الله عليه وسلم.
وهذا النسب حققه السيد عبد الله العركي عند رحلته للحجاز وتوليه التدريس بالحرمين المكي والمدني . النسب ( منقول من همس الريف ) كتاب عن قرية الفقراء عبد الله العركي 
اهميته:
هوعالم جليل شاذلي الطريقة حنبلي المذهب وهو جدا للخمسة العدول بأبي حراز وهو جد السادة العركيين وكبيرهم 
من تلاميذه:
الشيخ عبدالله العركي 
ابنائه : 
الخليفة الشيخ عبدالله الملقب بالمر
الشيخ منوفلي
الشيخ عبدالصمد
الشيخ النور 
ولديه العديد من البنات